# Felix Kolmer
Felix Kolmer (3. května 1922 Praha – 5. srpna 2022) byl český vědec, profesor a pedagog v oboru akustiky, skaut a bývalý vězeň koncentračních táborů Terezín a Osvětim.

## Životopis
Narodil se v židovské rodině na pražských Vinohradech. Jeho otec byl legionářem z italské fronty, profesí elektroinženýrem. Pracoval ve firmě Eta a později si otevřel vlastní obchod s elektrotechnickým zbožím, zemřel však v roce 1932. Poručníkem malého Felixe Kolmera se stal jeho strýc, žijící v Rakousku, u kterého také trávil prázdniny a svátky. Po anšlusu však jeho příbuzní z Rakouska uprchli do USA. Kolmerovi přišli v Praze během nacistické okupace o byt a museli se přestěhovat k babičce na Staré Město.
Felix Kolmer studoval na reálce a v červnu 1940 odmaturoval. Kvůli židovskému původu nesměl studovat, takže nastoupil do učení k truhláři. Od roku 1932 byl také skautem, avšak činnost skautské organizace byla za války zakázána.
V závěru listopadu 1941 byl deportován do Terezína prvním transportem jako člen takzvaného Aufbaukommanda, které mělo za úkol připravit ghetto na příchod transportů. Pracoval také jako řemeslník v Malé pevnosti.
V prosinci 1941 byly do Terezína deportovány jeho babička a matka, která však krátce poté zemřela. Členové prvního pracovního transportu měli možnost zapsat si do osobní karty blízké osoby, které byly dočasně chráněny před transportem na Východ. Kromě své matky a babičky si tam zapsal slečnu Lianu Forgáčovou, kterou znal od čtyř let a její matku. S Lianou se pak 14. června 1944 v ghettu oženil, válku přežila.
Kolmer se v ghettu připojil k jedné z odbojových organizací. V říjnu 1944 byl deportován z Terezína do vyhlazovacího tábora Auschwitz-Birkenau (Osvětim-Březinka). V táboře byl určen dočasně na práci. Měl pracovat ve skupině v sirných dolech, ale podařilo se mu jednou připojit ke skupině bývalých spoluvězňů z Terezína, určené do pracovního tábora Friedland (pobočka KC Gross Rosen).
V květnu 1945, když Rudá armáda vyřadila z provozu elektrárnu, která dodávala proud do tábora, se mu podařilo spolu s dalšími dvěma sty vězni uprchnout. V Praze se setkal s manželkou, která se vrátila po osvobození Terezína.
Kolmer po válce začal studovat po vzoru otce elektrotechniku, navštěvoval odborné kurzy a nastoupil na elektrotechnickou a strojní fakultu ČVUT. Absolvoval v roce 1949 a začal pracovat ve Výzkumném ústavu zvukové, obrazové a reprodukční techniky. Od roku 1962 působil ve výzkumu a přednášel fyziku a akustiku na elektrotechnické fakultě ČVUT.
Vydal na 200 odborných publikací a knih, přednášel na univerzitách v zahraničí, učil také na pražské FAMU.
Spolupracoval na procesu odškodňování obětí nacistického teroru. Za tuto i svoji odbornou činnost dostal několik vyznamenání a ocenění.

## Ocenění
- 2013 Cena Paměti národa
- 2017 Stříbrná medaile předsedy Senátu
- 2018 Medaile skautské vděčnosti[6]

## Biografie
- 2021 Libor Fojtík, Kateřina Mázdrová a kol. : Felix Kolmer. Slib. vyd. Nakladatelství Tomáš Pospěch/PositiF a Český osvětimský výbor, z.s. Praha, ISBN 978-80-87407-35-6 [4]